# Edisons 1987
De Edisons 1987 werden uitgereikt op 3 april 1987 in een speciale uitzending van de TROS TV Show met Ivo Niehe. Het was voor de tweede keer op rij dat de uitreiking in dit programma plaatsvond. De uitzending kwam vanuit theater 3 in 1 in Huizen.
De prijzen werden onder meer uitgereikt door Joseph Luns en Dolf Brouwers. Er waren geen buitenlandse winnaars aanwezig.
De uitzending leverde nogal wat kritiek op. Tv-recensent Roelof Hoekman van het Nieuwsblad van het Noorden schreef over het optreden van Joseph Luns: "Luns sprak zijn afschuw uit over popmuziek en bleek niet eens de naam van de bekroonde artieste te hebben onthouden". Hoekman beklaagde zich er over dat de Edisons werden uitgereikt door mensen die "totaal geen affiniteit bezaten met de betreffende muziek".
Het optreden van Dolf Brouwers (die een Edison overhandigde aan de Zangeres Zonder Naam) leidde tot boze reacties van kijkers omdat hij haar zou hebben beledigd, terwijl Youp van 't Hek in zijn dankwoord voor zijn Edison (gesproken vanuit de Amsterdamse Stadsschouwburg) zei dat hij "de juryleden (...) ervan verdacht zelden een theater te bezoeken". Volgens hem waren het "lieden die alleen maar willen jureren om de declaraties en de vrijkaartjes".
In vergelijking met 1986 werden drie Edisons méér uitgereikt, in negentien categorieën.
Een aantal oudgedienden ontvingen hun eerste Edison, onder wie de Zangeres Zonder Naam en Tony Bennett. Opvallend was ook de Edison voor R.E.M., toen nog een relatief onbekende band.

## Winnaars
Internationaal
- Pop: Prince & The Revolution voor Parade
- Pop (Hardrock/Metal): Bon Jovi voor Slippery When Wet
- Pop (R&B/Soul/Dance/Funk): Janet Jackson voor Control
- Pop (Rock/New Wave): R.E.M. voor Life's Rich Pageant
- Singer/Songwriter: Paul Simon voor Graceland
- Instrumentaal: Earl Klugh voor Life Stories
- Vocaal: Tony Bennett voor The Art of Excellence
- Country: Ricky Skaggs voor Love's Gonna Get Ya
- Jazz/Fusion: Miles Davis voor Tutu
- Jazz: Tania Maria voor The Lady from Brazil
- Musical/Film: John Barry voor Out of Africa(Soundtrack)
- Extra: New London Chorale voor The Young Wolfgang Amadeus Mozart
- Extra (Historische uitgave): The Hollywood Collection - 16 Film Musicals
- Extra: Diverse uitvoerenden voor Atlantic Rhythm and Blues 1947-1974

Nationaal
- Vocaal (Nederlands): Rob de Nijs voor Vrije Val
- Pop (Rock/New Wave): Fatal Flowers voor Younger Days
- Pop: Nadieh voor Land of Tà
- Volksrepertoire: Zangeres Zonder Naam voor Live In Paradiso
- Cabaret/Theater: Youp van 't Hek voor Verlopen en Verlaten

1960 · 1961 · 1962 · 1963 · 1964 · 1965 · 1966 · 1967 · 1968 · 1969 · 1970 · 1971 · 1972 · 1973 · 1974 · 1975 · 1976 · 1977 · 1978 · 1979 · 1980 · 1981 · 1982 · 1983 · 1984 · 1985 · 1986 · 1987 · 1988 · 1989 · 1990 · 1991 · 1992 · 1993 · 1994 · 1995 · 1996 · 1997 · 1998 · 1999 · 2000 · 2001 · 2002 · 2003 · 2004 · 2005 · 2006 · 2007 · 2008 · 2009 · 2010 · 2011 · 2012 · 2013 · 2014 · 2015 · 2016 · 2017 · 2018 · 2019 · 2020 · 2021 · 2022 · 2023 · 2024